# Cantó de Chalon-sur-Saône-Nord
El cantó de Chalon-sur-Saône-Nord és un cantó francès del departament de Saona i Loira, situat al districte de Chalon-sur-Saône. Té 7 municipis i part del de Chalon-sur-Saône.

## Municipis
- Chalon-sur-Saône (part)
- Champforgeuil
- Crissey
- Farges-lès-Chalon
- Fragnes
- La Loyère
- Sassenay
- Virey-le-Grand

## Història
| Data d'elecció                           | Identitat                  | Partit           | Qualitat |
| ---------------------------------------- | -------------------------- | ---------------- | -------- |
| 1945-1951                                | Julien Satonnet            | PSD              |          |
| 1951-1956                                | Georges Lecorchey          | RPF              |          |
| 1956-1966                                | Georges Nouelle            | Divers droite    |          |
| 1966-1973                                | Roger Lagrange             | SFIO, després PS |          |
| 1973-1979                                | Pierre Joxe                | PS               |          |
| 1979-1992                                | Maurice Mathus             | RPR              |          |
| 1992-1998                                | Serge Séné                 | RPR              |          |
| 1998-2008                                | Christophe Sirugue         | PS               |          |
| 2008-                                    | Françoise Verjux-Pelletier | PS               |          |
| les dades anteriors no són pas conegudes |                            |                  |          |
|                                          |                            |                  |          |